# مگس‌های درنای ابتدایی
مگس‌های درنای ابتدایی (نام علمی: Tanyderidae) نام یک تیره از زیرراسته نخ‌شاخان است.